# Toni Feldenkirchen
Anton „Toni“ Feldenkirchen (* 20. Juli 1907 in Merten; † 28. März 1982 in Köln) war ein deutscher Kunsthistoriker und Leiter des Kölnischen Kunstvereins von 1942 bis 1972.

## Leben und Wirken

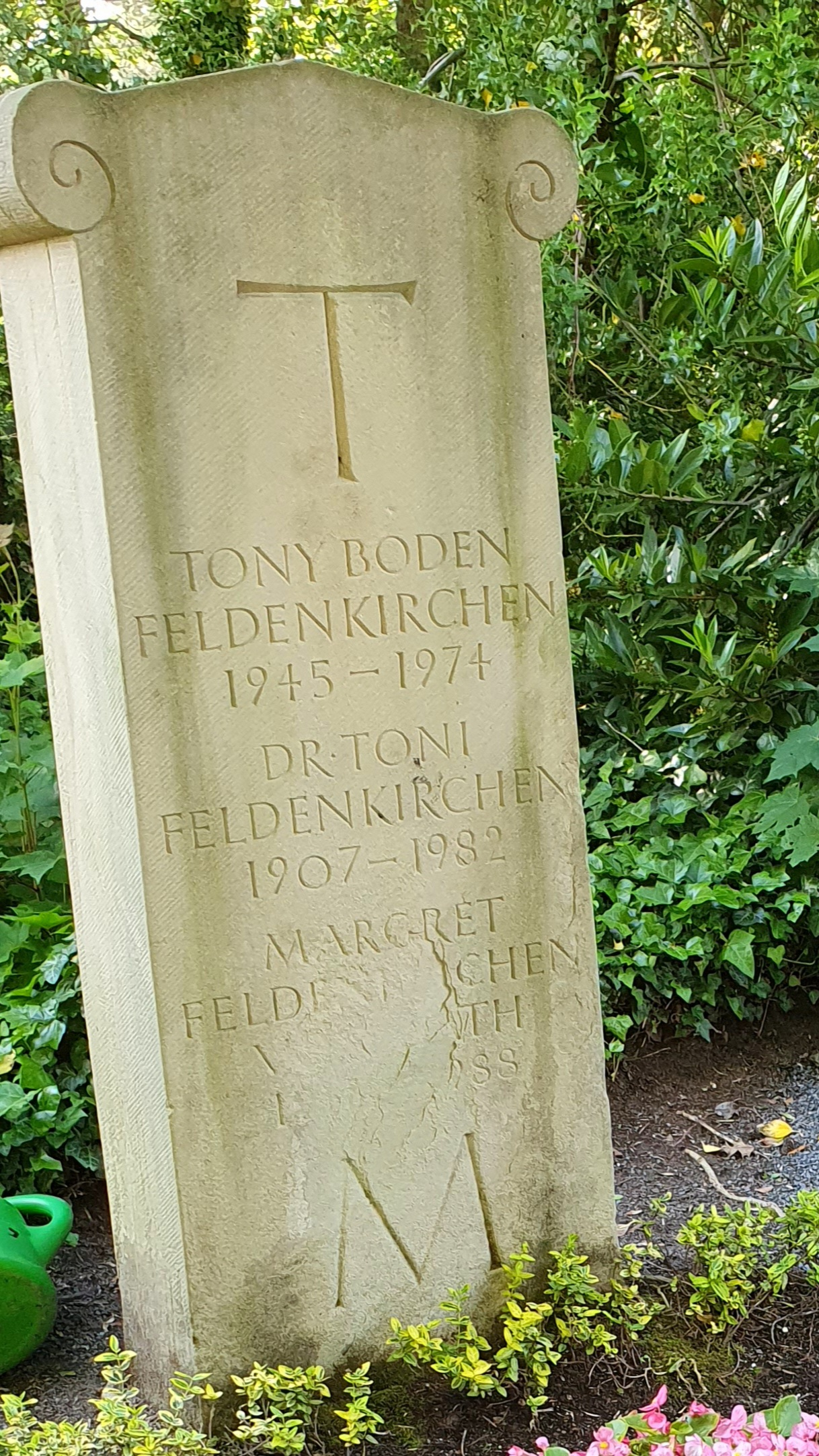
Grab Toni, Margret und Tony Feldenkirchen. Melaten-Friedhof, Mai 2022

Toni Feldenkirchen wurde 1907 in Merten geboren. Das Studium der Germanistik, Geschichte, Kunstgeschichte und Zeitungswissenschaft schloss er 1933 mit der Promotion ab.
Von 1936 bis 1967 war er beim Verkehrsamt der Stadt Köln tätig. Von 1942 bis 1972 leitete er den Kölnischen Kunstverein gemeinsam mit Josef Haubrich. Nach Ende des Zweiten Weltkriegs setzte er sich insbesondere für die heimischen Künstler ein.
Ende der 1940er Jahre war Feldenkirchen federführend für die Künstlergruppe Donnerstag-Gesellschaft in Alfter aktiv. 1949 zeichnete er für die Ausstellung „Deutsche Malerei und Plastik der Gegenwart“ verantwortlich. 1978 wurde diese Ausstellung vom Kölnischen Kunstverein zu seinen Ehren rekonstruiert. Feldenkirchen war maßgeblich an der Schaffung des Kunstpreises der Stadt Köln, der Stephan-Lochner-Medaille, des Förderpreises für junge Künstler und des Rhein-Tiber-Preises beteiligt.

## Familie
Feldenkirchen war seit 1939 mit Margret Erika geb. vom Rath (1916–1988), der Stieftochter des Museumsdirektors Otto H. Förster, einem Förderer des Kunstvereins, verheiratet. Ihre gemeinsame Tochter Antonie Sophie „Tony“ verheiratete Boden starb bereits 1974 im Alter von 28 Jahren. Die Familiengrabstätte befindet sich auf dem Kölner Melaten-Friedhof rechts neben dem Grab von Tiny Wirtz, ebenfalls Mitglied der Donnerstag-Gesellschaft Alfter.

## Veröffentlichungen (Auswahl)
- Toni Feldenkirchen: Über den Kölnischen Kunstverein und anderes. Kopp Verlag Köln, 1978